# Eth Savartés
Eth Savartés (francès Savarthès) és un municipi del departament francès de l'Alta Garona, a la regió d'Occitània.